# Mr. Bloe
Mr. Bloe was een Britse band.

## Bezetting
- Harry Pitch[2] (harmonica)
- Ian Duck[3] (harmonica)
- Zack Laurence[4] (piano)
- Dee Murray (basgitaar)
- Roger Pope[5] (drums)
- Caleb Quaye[6] (gitaar)

## Geschiedenis
De song Groovin' With Mr. Bloe werd geschreven voor de Amerikaanse studioband Wind door Bo Gentry, Paul Naumann en Kenny Laguna. Ze brachten deze uit als B-kant van hun single Make Believe, die met Tony Orlando als leadzanger, een hitsucces was in de Verenigde Staten in 1969.
Jimmy Savile van BBC-radio speelde abusievelijk de verkeerde kant van de Wind-single tijdens zijn zondagnamiddag-show Saviles Travels. Deze werd gehoord door Stephen James van Dick James Music, die de song wilde uitbrengen in het Verenigd Koninkrijk, maar kon de rechten niet krijgen. Hij had de song gecoverd door andere muzikanten met Elton John aan de piano, maar vond deze versie niet leuk. Ze werd toen opnieuw gearrangeerd door Zack Laurence en opnieuw opgenomen met Laurence aan de piano als vervanger van Elton John.
De song werd uitgebracht in het Verenigd Koninkrijk op 9 mei 1970 en plaatste zich op 4 juli 1970 direct in de Britse hitlijst (#2). Zack Laurence vertolkte de song toen bij Top of the Pops met Ian Duck, Dee Murray, Roger Pope en Caleb Quaye, die de band Hookfoot wilden formeren. Sommige bronnen schreven het harmonica-gedeelte van de bestaande opname toe aan Harry Pitch, die dit later  bevestigde in zijn gefilmd interview met RockHistory.co.uk. Pitch ging toen door als de harmonicaspeler om de themasong te vertolken voor Last of the Summer Wine. Groovin With Mr. Blue bleef 18 weken in de Britse hitlijst. Gebrek aan een duidelijke vertolker maakte de opname geheimzinnig en deze werd een favoriet van de toen 11-jarige Morrissey.
De single van Mr. Bloe bevatte de twee door Elton John geschreven instrumentale nummers Get Out of This Town en 71-75 New Oxford Street, waarbij John piano speelde en gesteund werd door de meeste leden van Hookfoot. Andere singles, zoals Mr. Bloe en Curried Soul waren toen uitgebracht. De navolgende single Curried Soul kwam niet in de hitlijst voor en het album Groovin' With Mr. Bloe werd uitgebracht in 1970, maar flopte. De band werd in de boeken geschreven als eendagsvlieg.
Na het succes van de song in het Verenigd Koninkrijk, werd de oorspronkelijke versie van Groovin' With Mr. Bloe heruitgebracht in de Verenigde Staten in augustus 1970, toegeschreven aan Cool Heat. Deze versie plaatste zich in de Billboard Hot 100 (#89). Groovin' With Mr. Blue werd ook gebruikt als themamuziek voor de BBC-tv-serie Oz and James Drink to Brittain (2009). Deze werd ook tijdens de vroege jaren 1970 gebruikt door de Argentijnse televisie als intro voor voetbaluitzendingen.

## Later gebruik
Groovin With Mr. Bloe is ook een tekst in de song I Was a Mod Before You Was Mod door de band Television Personalities. De B-kant van Our House van Madness was Walking With Mr. Wheeze, een instrumental met scratch mix-effecten. De song werd gedeeltelijk opgenomen door The Fall in 2003, voor een Peel-sessie als het begin van hun song Green Eyed Loco Man. De song werd gecoverd op een B-kant door Associates in 1990 en door Robert Johnson & the Punchdrunks in 2002.

## Discografie

### Singles
- 1970: Groovin' With Mr. Bloe

### NPO Radio 2 Top 2000
Van Mr. Bloe stond alleen Groovin' with Mr. Bloe in 2001 in de NPO Radio 2 Top 2000, op plek 1742.